# ヘリキャスティング
ヘリキャスティング（英語：Helicasting）は、ヘリコプターを着水させること無く、降下員を直接水面降下させる運用手法。
きわめて低高度を速度10ノットで飛行し、水深10フィート以上の水域で滞空し、降下員を跳躍させて降下を完了する。
軍隊や法執行機関のほか救助機関などが要員を現場水域へ急速展開させるのに適した方法である。
十分な水深のある水面に降下することが望ましい。
水深や水中状況が不明だったり、岩などの障害物が近い水域では実施できない。水路データが未整備な内陸水面では、洪水など有事以外は実行されない。溺水リスクから、軍事目的以外ではスキューバダイバーなど十分な装備を整えて行われる。
軍事目的では、敵戦力から離れて特務部隊を投入でき、空挺降下に比して目的点に迅速安全な戦力投入手段であるとされる。

## ギャラリー

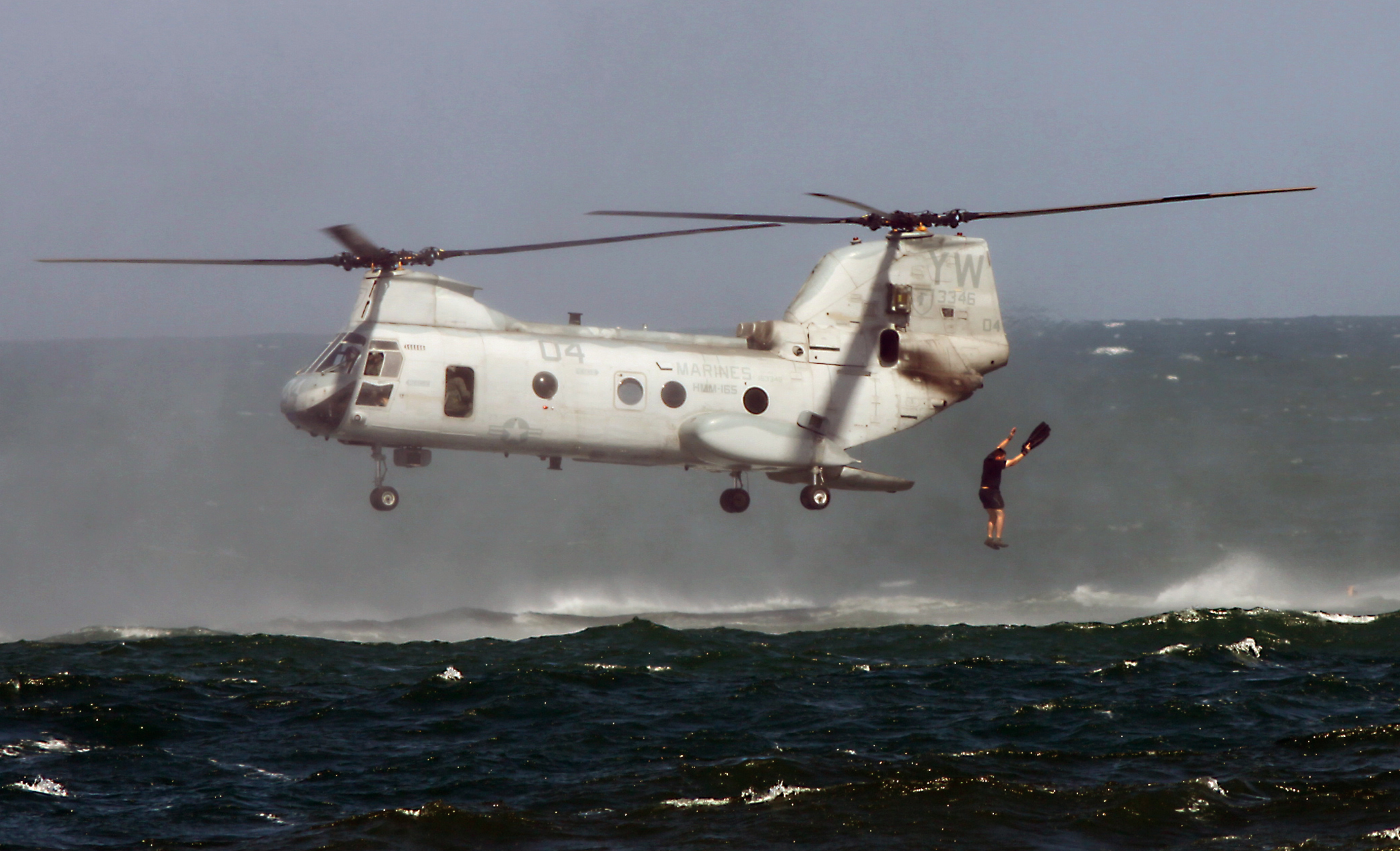
CH-46Eのカーゴハッチから足ヒレを手に持った姿で降下する海兵。
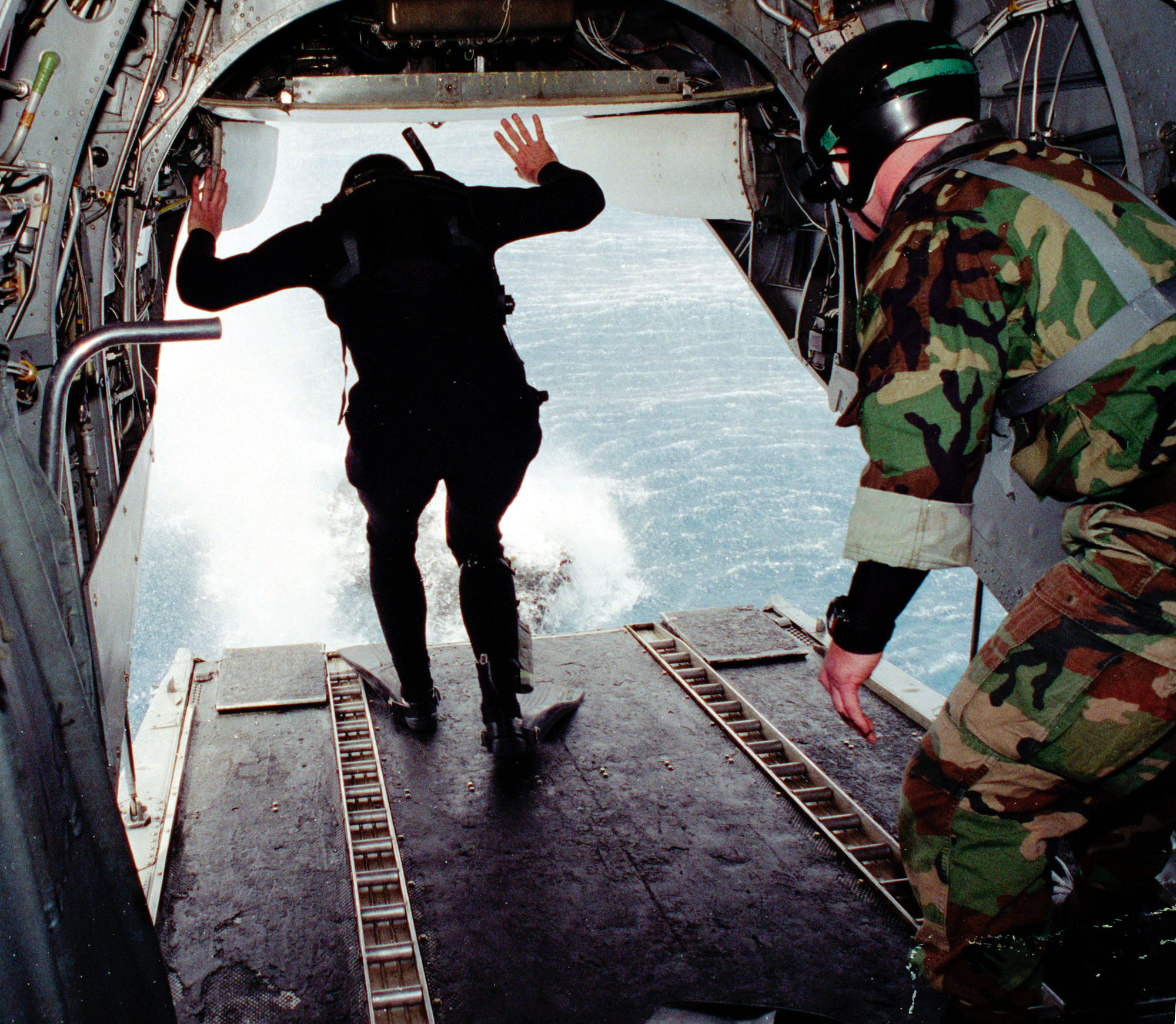
シュノーケルと足ヒレを装着した状態でHH-46Dのカーゴハッチから降下しようとする水中処分隊員。
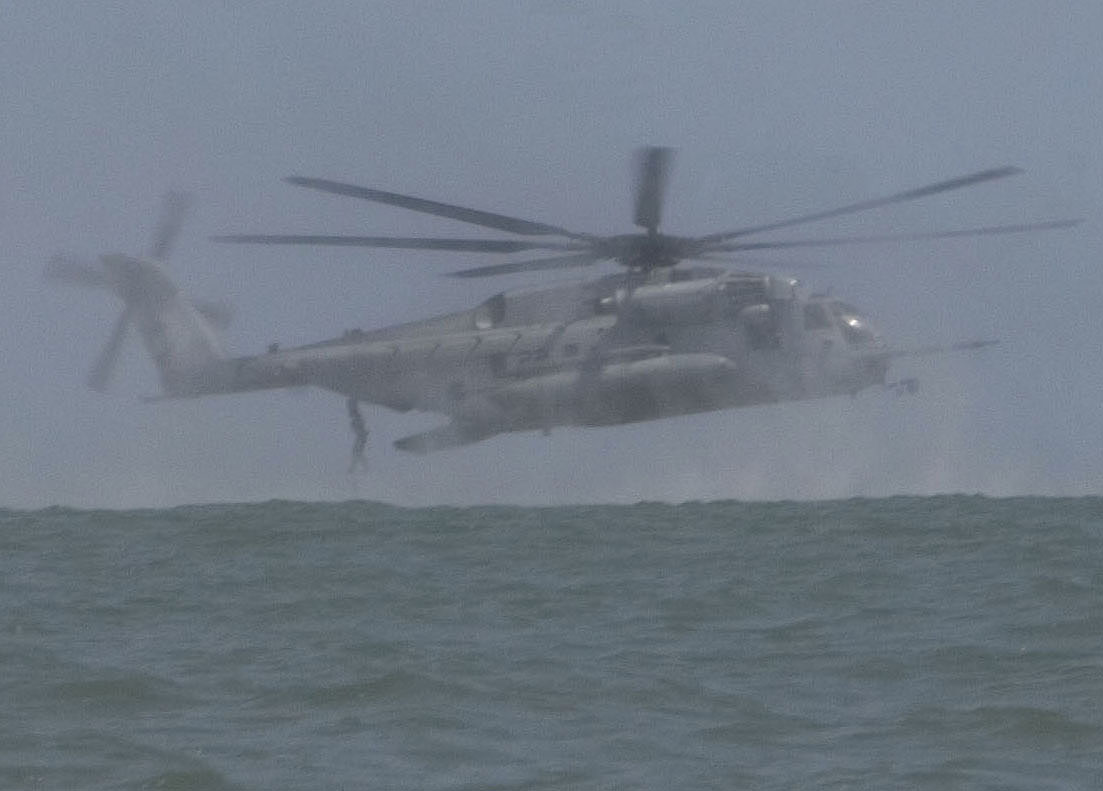
CH-53Eからヘリキャスティング訓練をしている第2海兵師団第2偵察大隊の偵察要員。